# Protorthodes occluna
Protorthodes occluna là một loài bướm đêm trong họ Noctuidae.